# Întors pe dos (film)
Întors pe dos (titlul original în engleză Inside Out) este un film de animație din 2015 produs de studiourile Pixar și lansat de Walt Disney Pictures. Filmul are la baza ideea originală a lui Pete Docter, care este regizorul filmului alături de Ronnie del Carmen, fiind produs de Jonas Rivera. Distribuția de voci îi include pe Amy Poehler, Phyllis Smith, Bill Hader, Lewis Black, Mindy Kaling, Kaitlyn Dias, Diane Lane, Kyle MacLachlan și John Ratzenberger. A avut premiera mondială la Festivalul de Film de la Cannes, pe 18 mai 2015, și a început să ruleze în cinematografe în luna iunie. Filmul se concentrează pe poveste micuței Riley, și pe modul în care emoțile din mintea ei —Bucuria, Furia, Dezgustul, Frica și Tristețea— încearcă să o ghideze pe aceasta în viață.
Docter a început să lucreze în cadrul animației Inside Out\ Întors pe dos în 2009 după ce a observat anumite schimbări de personalitate la fetița acestuia pe măsură ce creștea. Producătorii filmului au consultat mai mulți psihologi cu scopul de a descoperi amănunte mai puțin cunoscute despre mintea umană, care au fost fundamentele ce au stat la baza creionării poveștii. Primele schițe ale peliculei au fost nesatisfăcătoare, iar producția a fost revizuită semnificativ pe măsură ce echipa de producție a constatat faptul că relațiile interumane ghidează emoțiile oamenilor.
La Cannes, filmul a rulat în afara celor care concurează pentru cel mai bun film al anului. De asemenea filmul va avea premiera și în cadrul Festivalului de Film din Los Angeles pe 9 iunie 2015 tot în afara competiției. În România filmul este disponibil din 19 iunie 2015 în 3D și 2D, atât în varianta dublată cât și în cea subtitrată.
Filmul este considerat cea mai importantă capodoperă Pixar, recenziile criticilor aclamând atât conceptul unic al producției cât și subiectul emoționant abordat. Filmul a fost blockbuster , câștigând 91 de milioane $ în box office (în cadrul primei zile de lansare).
Are două nominalizări la Premiile Oscar.

## Acțiune
Viața lui Riley, o fetiță veselă și lipsită de griji, este dată peste cap când trebuie să-și ia rămas-bun de la copilăria ei fericită din Minnesota pentru a se muta în San Francisco. Ca noi toți, Riley este ghidată de emoțiile sale – Bucurie, Frică, Furie, Dezgust și Tristețe. Emoțiile locuiesc în Centrul de Control din mintea lui Riley, de unde ele încearcă să o sfătuiască în viața de zi cu zi. Pe măsură ce Riley și emoțiile sale se străduiesc să se adapteze la o nouă viață în San Francisco, în Centrul de Control apare dezordinea. Cu toate că Bucurie, principala și cea mai importantă emoție a lui Riley, încearcă să păstreze o atitudine pozitivă, emoțiile nu cad de acord în privința modului cel mai bun de a se descurca într-un oraș, o casă și o școală cu totul noi.

## Distribuție
- Amy Poehler - Bucuria[8]
- Phyllis Smith - Tristețea[8]
- Bill Hader - Frica[8]
- Lewis Black - Furia[8]
- Mindy Kaling - Dezgustul[8]
- Kaitlyn Dias - Riley Anderson[8][18][19]
- Diane Lane - Mama lui Riley[20]
- Kyle MacLachlan - Tatăl lui Riley [20]
- Richard Kind as Bing Bong[21]
- John Ratzenberger - TBA[22]
- Paris Van Dyke - Meg[23]
- Lori Alan - Tristețea Mamei[23]

Vocile adiționale sunt asigurate de Paula Poundstone în rolul Paulei Uituca, Bobby Moynihan în rolul lui Bobby Uitucul , Paula Pell în rolul Directoarei Viselor și în rolul Furiei Mamei ,, Lori Alan - Tristețea Mamei . Cei care dau voce Păpușilor Muppet , Frank Oz și Dave Goelz își împrumută vocile gărzilor subconștiinței, Dave și Frank. Liderul formației Red Hot Chili Peppers , Flea devine vocea Muncitorului Minții Jake . De asemenea mai mulți creatori ai filmului își împrumută vocile, printre care regizorul Pete Docter în rolul Furiei Tatălui , scenaristul Josh Cooley în rolul Clovnului Jangles , și co-regizoarea Ronnie del Carmen, care va asigura alte voci ale animației. Vocea emblematică a Pixar, John Ratzenberger devine vocea lui Fritz. Rashida Jones, una dintre scenaristele filmului, Toy Story 4, va fi vocea emoțiilor Fetei Cool .

## Producție
Pixar a dezvălui prima dată informații despre acțiunea filmului în cadrul evenimentului D23 Expo în 2011:
"De la regizorul Pete Docter vine un nou film inovativ care explorează lumea pe care noi toți o știm, dar nimeni nu a văzut-o vreodată : mintea umană." S-a dezvăluit de asemenea că Michael Arndt se va ocupa de scenariul filmului.

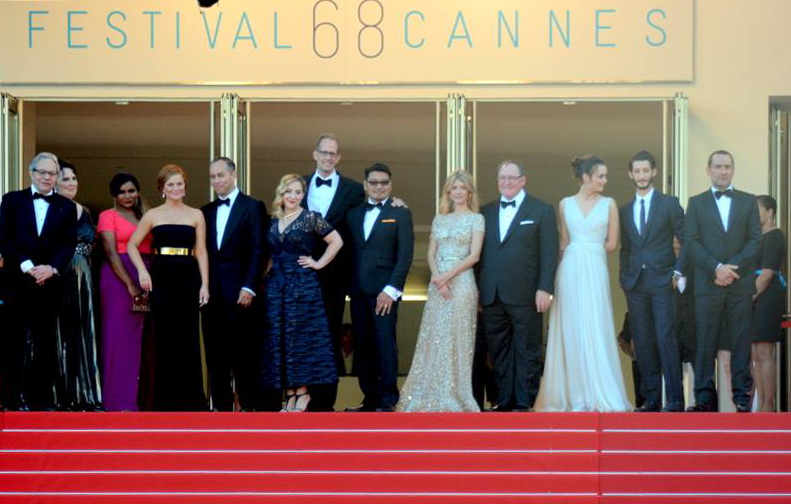
Echipa filmului, alături de cei care au dublat filmul în Franța și SUA, la premiera filmului din cadrul Festivalul Internațional de Film de la Cannes

Într-un interviu acordat lui Charlie Rose la finele lui Decembrie, 2011 John Lasseter a oferit detalii despre film: "Are loc în mintea unei fete, și este vorba despre emoțiile ei, ce devin personajele principale ale animației. "
În iunie 2012, acesta a făcut o altă afirmație despre film, în interviul acordat lui Bleeding Cool, oferind detalii noi :
„Pete [Docter] are acest fel al lui de a scoate la suprafață ceva cu care suntem toți familiarizați într-un fel ... el mereu urmărește acest gen de lucruri. Te uiți de cele mai multe ori la anumite persoane și ele te fac să te întrebi "La ce se gândesc ?" , este aceeași senzație pe care o ai cu un cântec care îți rămâne întipărit în minte, și nu-l mai poți scoate, oricât ai vrea. Lucruri neobișnuite ca acesta facem cu toții. Cu siguranță de multe ori emoțiile ne acaparează, oscilăm de la furie la fericire, când începi să chicotești și apoi să râzi cu gura până la urechi. El se gândea "Am vrut să mă uit puțin la asta, să explic fenomenul ăsta. " Idea lui este că aceste emoții ale fetei ăsteia, Riley, sunt personaje, iar acțiunea are loc în mintea fetiței acesteia, iar pe parcursul filmului observăm cum controlează lucrurile aceste emoții. Este foarte, foarte deștept creat, vreau să spun scenariul, este complet diferit de ce ați văzut până acum, și explică așa cum sunt ele, fără menajamente.”
La convenția din 2013 denumită SIGGRAPH, Docter a oferit publicației The Hollywood Reporter alte detalii despre film. El a spus că povestea, a fost: "una dintre cele mai dificile, pe care a trebuit să o creez", pentru că filmul trebuie să arate simulatan ce se întâmplă cu fata, dar și înăuntrul minții ei. Docter oferă detalii cu privire la designul personajelor: "Personajele sunt create cu această energie pentru că am încercat să reprezentăm cum ar arăta aceste emoții. Sunt făcute din particule care se mișcă. În loc să fie solide și făcute din carne și oase, acestea sunt o colecție masivă de energie."
Bleeding Cool a publicat un articol în care notează faptul că viitorul film a lui Docter se va numi The Inside Out\ Întorsul pe dos. Apoi, pe 8 februarie 2013 ComingSoon.net a menționat faptul că numele filmului va fi Inside Out\ Întors pe dos. Disney/Pixar a anunțat numele oficial pe Twitter pe 17 aprilie 2013 de-a lungul evenimentului Cinema Con. Pe 9 august 2013, la D23 Expo a fost anunțat faptul că Amy Poehler, Lewis Black, Mindy Kaling, Bill Hader și Phyllis Smith vor fi vocile personajelor principale din film. Odată cu dezvăluirea trailerului, Diane Lane și starul din Twin Peaks', Kyle MacLachlan au fost confirmați în rolul părinților lui Riley. Smith a fost ales de producătorul Jonas Rivera în timp ce viziona Bad Teacher și l-a văzut în scena din film când familia servea prânzul. L-a sunat pe Docter și i-a spus "Cred că am găsit Tristețea noastră. "
Pe 25 mai 2014, a fost anunțat faptul că Michael Giacchino va compune muzica filmului, marcând astfel continuarea colabării acestuia după filmul din 2009, Deasupra Tuturor.
Pe 19 iunie 2014, Pixar a oferit jurnaliștilor LA o scenă în premieră din scurt-metrajul care va preceda filmul de la Pixar în cinematografe, Lava. Scurt-metrajul este un musical regizat de James Ford Murphy, și produs de Andrea Warren. Acesta are la bază povestea de dragoste a doi vulcanici, fiind inspirat din "frumusețea insulelor tropicale și din alura explozivă a vulcanilor oceanici, fiind o poveste de dragoste muzicală care se petrece cu milioane de ani în urmă."

## Coloana sonoră
Muzica filmului este compusă de Michael Giacchino și este a cincea colaborare a acestuia într-un proiect Pixar. Walt Disney Records a lansat coloana sonoră pe 16 iunie 2015.
Muzica
Toate melodiile sunt compuse de Michael Giacchino.
| Nr.             | Titlu                                        | Lungime |  |
| 1.              | „Bundle of Joy”                              | 2:48    |  |
| 2.              | „Team Building”                              | 2:18    |  |
| 3.              | „Nomanisone Island/National Movers”          | 4:20    |  |
| 4.              | „Overcoming Sadness”                         | 0:51    |  |
| 5.              | „Free Skating”                               | 0:59    |  |
| 6.              | „First Day of School”                        | 2:02    |  |
| 7.              | „Riled Up”                                   | 1:02    |  |
| 8.              | „Goofball No Longer”                         | 1:11    |  |
| 9.              | „Memory Lanes”                               | 1:22    |  |
| 10.             | „The Forgetters”                             | 0:50    |  |
| 11.             | „Chasing the Pink Elephant”                  | 1:55    |  |
| 12.             | „Abstract Thought”                           | 1:47    |  |
| 13.             | „Imagination Land”                           | 1:25    |  |
| 14.             | „Down in the Dumps”                          | 1:47    |  |
| 15.             | „Dream Productions”                          | 1:43    |  |
| 16.             | „Dream a Little Nightmare”                   | 1:50    |  |
| 17.             | „The Subconscious Basement”                  | 2:01    |  |
| 18.             | „Escaping the Subconscious”                  | 2:09    |  |
| 19.             | „We Can Still Stop Her”                      | 2:54    |  |
| 20.             | „Tears of Joy”                               | 2:39    |  |
| 21.             | „Rainbow Flyer”                              | 2:58    |  |
| 22.             | „Chasing Down Sadness”                       | 1:45    |  |
| 23.             | „Joy Turns to Sadness/A Growing Personality” | 7:49    |  |
| 24.             | „The Joy of Credits”                         | 8:18    |  |
| Lungime totală: | Lungime totală:                              | 58:43   |  |

## Lansare
Inside Out a fost anunțat în august 2011 în cadrul evenimentului D23 Expo. În decembrie 2012, Bleeding Cool anunță că titlul final al filmului este The Inside Out/Întorsul pe Dos, while ComingSoon.net reported it would be Inside Out the following February. În aprilie 2013, Disney/Pixar anunță într-un cadrul oficial, mai precis în cadrul Cinema Con , pe Twitter că Inside Out/ Întors pe Dos, este titlul final al filmului .
Înaintea lansării propri-zise a peliculei, filmul a beneficiat de o ecranizare specială pentru copii, în urma îngrijorării directorului executiv privind complexitatea filmului și a ideii acestuia - această frică a fost alinată instantaneu când a observat reacția pozitivă a copiilor la peliculă. Filmul a avut premiera mondială pe 18 mai 2015, în cadrul Festivalului de Film de la Cannes, iar filmul a rulat în afara competiției. 
 În Statele Unite ale Americii, a avut premiera pe 8 iunie 2015 în cadrul El Capitan Theatre la Hollywood, , iar din acel moment filmul a primit ovații din partea criticilor, filmul rulând apoi din 19 iunie 2015 în 2D, 3D și în anumite cinematografe în IMAX 3D.
Filmul va fi lansat pe 19 iunie 2015. În cinematografe filmul va fi lansat împreună cu scurt-metrajul companiei Disney Lava, care spune povestea unui vulcan singuratic ce caută iubirea pentru el, descoperind că cele mai importante lucruri de pe lume, nu pot înlocui dragostea, pe care ulterior o găsește.
De asemenea, un scurt-metraj care se concentrează în jurul personajelor din Inside Out\ Întors pe Dos, denumit Riley's First Date \ Prima întâlnire a lui Riley și regizat de Josh Cooley, cel care s-a ocupat și de scenariul filmului, va fi lansat pe Bluray-ul filmului.

## Box office

### Internațional
La nivel internațional filmul Întors pe Dos a beneficiat de o lansare în forță, fiind lansat în 3.496 de cinematografe în Statele Unite și Canada, dintre care 3.100 au redat filmul în format 3D.
Predicțiile privind sumele ce ar putea fi cumulate în America de Nord sunt din ce în ce mai crescute, și încep de la 60 de milioane de dolari la mai mult de $90 de milioane. A reușit să adune 3,7 milioane de $ numai în noaptea de deschidere (miercuri), un nou record pentru filmele Pixar, reușind să doboare recordul obținut de filmul Universitatea Monștrilor ($2.6 milioane) în 2013, iar la finalul zilei de deschidere a acumulat $34.2 milioane , care este al doilea cel mai bun buget obținut în box office după Povestea Jucăriilor 3 ($41.1 milioane). A obținut $91 de milioane în weekend-ul de lansare, fiind surclasat doar de blockbusterul Jurassic World care a acumulat $102 milioane. Inside Out a doborât însă un record de-a dreptul notabil, căci a înregistrat cea mai mare sumă la debut obținută până acum de o producție originală - ce nu este sequel sau o adaptare. A depășit astfel Avatar, al lui James Cameron, ce a obținut 77 de milioane de dolari la debutul din 2009 , surclasând și alte filme Pixar, (recordul obținut de filmul Incredibilii, al doilea cel mai bun blockbuster al tuturor timpurilor produs de Pixar după Povestea Jucăriilor 3), dar și alte producții live-action precum 
Unde vei fi poimâine?, . Motivul succesului de lansare este atribuit premierei de la Cannes , conferinței de presă CinemaCon , din pricina scorului de 98% de pe Rotten Tomatoes, datorită părerilor bune din auzite împărtășite de oameni, și datorită faptului că a fost lansat de Ziua Tatălui. De asemenea, în 91% din școli nu a rămas nici un elev în momentul când a fost lansat filmul.
În afara Americii de Nord, filmul a obținut $41 de milioane în weekendul de lansare din 37 de orașe, ceea ce înseamnă 42% din lansările internaționale. În Mexic a fost înregistrat cel mai ridicat scor în box-office de $8.8 milioane, fiind urmat de Rusia și Comunitatea Statelor Independente ($7.7 milioane), Franța ($5.2 milioane), Australia ($3.6 milioane), Argentina ($3.3 milioane) și Brazilia ($3.1 milioane).

## Critici
Inside Out a primit ovații din partea criticilor, fiind considerat cea mai bună animație realizată vreodată. Criticii site-ului Rotten Tomatoes au oferit filmului un rating extrem de ridicat, de 98%, fiind bazat pe 186 de recenzii, cu o medie aritmetică a criticilor cumulată într-un total de 8.9/10. Criticii au ajuns la un consens și au descris filmul ca fiind "Inventiv, foarte bine desenat, și foarte mișcător, cu o sensibilitate și inteligență emoțională covârșitoare , Inside Out este o altă animație nemaipomenită care reușește să fie adăugată la colecția de un real succes a animațiilor clasice marca Pixar."  Pe Metacritic, care cumulează ratingul normalizat al celorlalte site-uri de profil, filmul a primit un score de 93 din 100, pe baza a 44 de critici, filmul fiind indicat ca o "aclamare universală ". Pe baza sondajelor CinemaScore, audiența din cinema 
a oferit filmului un scor cu o medie de "A" din A+ pe scala F.
Înaintea lansării propriu-zise au existat temeri din partea publicului că filmele Pixar se diminuează în ceea ce privește calitatea, și că producătorii Pixar se bazează mult prea mult pe continuări ale filmelor deja lansate (Mașini, Incredibilii etc.) . În aceeași măsură , DreamWorks Animation s-a luptat mult cu concurența în anii 2010, datorită faptului că multe filme au fost dezamăgitoare în box-office, aducând cu sine și speculații notorii cum că "genul" animațiilor pe computer
reprezentau o dezamăgire pentru public. Inside Out\ Întors pe Dos a fost de asemenea numită animația ce s-a întors la origini, în opinia mai multor critici.

Logo-ul oficial în limba engleză a filmului Inside Out\ Întors pe Dos

După o lansare progresivă la CinemaCon pe 22 aprilie 2015, filmul a fost bine privit de audiență. A fost îndelung comentat și lăudat pentru povestea foarte inteligentă, deși mulți se întrebau dacă conceptul avea să fie mult prea complicat pentru copii și familiile acestora. După premiera sa de la Cannes, filmul a atras ovații din partea criticilor din lumea întregă. Peter Debruge de la revista Variety a fost exuberant în comentariile sale, menționând că a fost "cea mai bună idee a studiourilor " și "un concept demențial și impresionant care [...] promite să schimbe pentru totdeauna modul în care oamenii gândesc despre modul în care ceilalți gândesc despre ei ." Criticul de la Chicago Tribune, Michael Phillips l-a numit cel mai bun concept animat de la Up\ Deasupra Tuturor încoace (de asemenea regizat de Docter), " o inconsecvență inventivă și o poveste inimoasă atât de recentă, mai bine zis un bun acționar creat cu scopul de a reduce inferioritățile." Todd McCarthy de la The Hollywood Reporter a perceput pelicula ca un "concept îndrăzneț" ce reușește să se claseze deasupra multor "filme conceptuale psihedelice" adresate familiilor. "Cu acțiunea sa cerebrală îndoită, filmul ar putea avea anumite probleme de percepție în rândul copiilor, dar maturii vor vărsa mai mult decât câteva lacrimi," a remarcat Richard Lawson de la
Vanity Fair. De la The Guardian, Peter Bradshaw a simțit filmul ca fiind "o bine dispunere în masă 
și o animație naturală ", considerând-o puțin inferioară în comparație cu ceea ce Pixar are mai bun de oferit.
Odată ce filmul a fost lansat la nivel mondial, a continuat să primească ovații de la critici și păreri foarte pozitive. A. O. Scott de la The New York Times vede filmul ca o "încântare de care te poți bucura oricând", lăudându-l în special , considerându-l 
"un analgezic împotriva durerii, un argument necesar împotriva melancoliei, mai bine spus, un antidot puternic îmbrăcat în elegantele culori ale entertainmentului. "
Ann Hornaday de la The Washington Post spune :
|  | Acel film extrem de rar care transcede de la a fi un bun entertainer la o soluție într-adevăr terapeutică, oferindu-le copiilor o limbă simbolică care le permite să își controleze emoțiile copleșitoare. |
Richard Roeper de la Chicago Sun-Times vede filmul ca fiind curajos, minunat, dulce, amuzant și uneori trist, dar într-un fel sfâșietor spunând cu încredere," este unul dintre cele mai bune filme ale acestui an . Reprezentantul Entertainment Weekly, Chris Nashawathy îl elogiază spunând că este "transcendent și sensibil [...] atât de bine realizat, o încântare psihologică." Și de la arhicunoscuta revistă Time, Mary Pols vede filmul ca fiind "stupefiant, de o frumuesețe răpitoare", spunând că "sfidează cu succes toate filmele de familie" ." Christopher Orr de la The Atlantic i-a îndemnat pe cititori să privească imaginea, numindu-l "un imbold curajos care vindecă răni, Pixar ar reușit iarăși să fie în vârful jocului, spunând o poveste serioasă, cu o poveste excepțională care este greu de imaginat ca făcând parte altei companii de animație. "

## Scurt-metrajul aferent peliculei -Lava
Pixar Animation va aduce odată cu premiera filmului Întors pe Dos, un film de scurt metraj care va putea fi vizionat înaintea filmului original, această tehnică fiind una obișnuită, și des folosită, atât de Disney, cât și de Pixar. Acesta este primul scurt-metraj lansat de Pixar în anul 2015 aferent unui film original, compania nelansând alt scurt-metraj ce a fost dublat de Disney Character Voices International Inc. de la scurt-metrajul Vacanță în Hawaii care s-a lansat odată cu pelicula Mașini 2.
Scurt-metrajul se numește Lava și este regizat de James Ford Murphy, produs de Andreea Warren, producătorul executiv fiind John Lasseter. Acesta a avut premiera la Hiroshima International Animation Festival pe 14 iunie 2014, iar premiera mondială a avut-o pe 19 iunie, fiind disponibil dublat în toate limbile de circulație internațională care sunt sub egida DCVI.
Scurt-metrajul pune în scenă o poveste de dragoste care se petrece acum milioane de ani. Melodia este compusă de Murphy , și este inspirată din "frumusețea insulelor tropicale uitate de lume și de alura explozivă a vulcanilor oceanici."
Vocile în original le aparțin celor doi cântăreți hawaiieni Kuana Torres Kahele în rolul vulcanului Uku, un vulcan singuratic care își caută cu ardoare adevărata iubire, fața lui este o combinație hilară ce aduce elemente comune ale feței lui Kahele, cu ale membrului formației The Honeymooners , Jackie Gleason dar și elemente comune cu ale buldogului lui Marc Antony ., și Napua Greig în rolul lui Lele, o fată vulcan și cea de care se îndrăgostește Uku.
Fiecare țară din cele 41 a înregistrat propria versiune a melodiei "Am un vis" interpretată de Uku și Lele, alegându-se cântăreți notorii; spre exemplu Italia i-a ales pe Malika Ayane și Giovannie Caccamo în rolul celor doi vulcani, iar Rusia i-a ales pe Obrezkova Irina și Mikhail Ozerov.

## Cartea filmului
Din 17 iunie 2015, editura Litera aduce în premieră cartea filmului Întors pe Dos, care reprezintă o trecere în imagini a întregului film.